# فرانک هوبنر
فرانک هوبنر (آلمانی: Frank Hübner؛ زادهٔ ۱۶ اکتبر ۱۹۵۰) قایقران قایق بادبانی اهل آلمان بود.
از افتخارات وی میتوان به کسب مدال طلا در بازی‌های المپیک تابستانی ۱۹۷۶ اشاره کرد.